# وی ماندو
وی ماندو (به لاتین: Veymandoo) یک منطقهٔ مسکونی در مالدیو است. وی ماندو ۱٬۱۰۰ نفر جمعیت دارد.